# 956
Năm 956 là một năm trong lịch Julius.

## Sự kiện
- Động đất làm hư hại nặng Hải đăng Alexandria.

## Mất
- 8 tháng 4 - Gilbert xứ Chalon, Công tước Bủrgundy
- Ali al-Másudi, nhà sử học, địa lý học, triết học người Ả Rập.